# اوساکوچه
اوساکوچه (به لاتین: Osakücə) یک منطقهٔ مسکونی در جمهوری آذربایجان است که در شهرستان لنکران واقع شده‌ است.
 اوساکوچه ۴٬۳۳۲ نفر جمعیت دارد.

## ریشه واژه
اوسه یا اوسا تغییریافته واژه اوسیو در زبان تالشی به‌معنی آسیاب  و کوجه به‌معنی محله، کوی و برزن است. معنای کامل این روستا به صورت محله یا دهکده آسیاب‌ها است.